# Claude Pignot
Claude Jean Alain Abel Pignot (* 2. Mai 1923 in Rouen; † 1. November 2014 in Alençon) war ein französischer Filmarchitekt.

## Leben
Über Pignots Werdegang ist kaum etwas bekannt. Nach seiner künstlerischen Ausbildung stieß er erst im Alter von etwa 40 Jahren zum Film und diente anfänglich als Ausstatterassistent bei Jacques Demys Singfilminszenierungen Die Regenschirme von Cherbourg und Die Mädchen von Rochefort mit Catherine Deneuve in der Hauptrolle. Nahezu zeitgleich begann Pignot als Chefarchitekt bei höherklassigen Unterhaltungsfilmen. Pignot entwarf die Bauten zu mehreren Kassenerfolgen der 1960er und frühen 1970er Jahre und arbeitete überdies mit einer Reihe von renommierten Filmemachern wie François Truffaut, Agnès Varda, André Delvaux und Georges Franju zusammen. Seit Mitte der 1990er Jahre verliert sich seine Spur.

## Filmografie
- 1964: Mata Hari, Agent H. 21 (Mata Hari, agent H. 21)
- 1965: Thomas, der Betrüger (Thomas l’imposteur)
- 1965: Nick Carter: Zum Frühstück Blondinen (Nick Carter et le trèfle rouge)
- 1965: Die Geschöpfe (Les créatures)
- 1966: O salto
- 1967: Hemmungslose Manon (Manon 70)
- 1967: Benjamin – Aus dem Tagebuch einer männlichen Jungfrau (Benjamin)
- 1967: Ein Abend, ein Zug (Un soir, un train)
- 1968: Bye Bye Barbara
- 1968: Geraubte Küsse (Baisers volés)
- 1969: Das Geheimnis der falschen Braut (La sirène du Mississippi)
- 1969: Der Wolfsjunge (L’enfant sauvage)
- 1970: Das Haus der Bories (La maison des Bories)
- 1970: Der Bär und die Puppe (L’ours et la poupée)
- 1971: Pouce
- 1971: Rendezvous in Bray (Rendez-vous à Bray)
- 1971: Faustine et le bel été
- 1972: Der Mann mit dem 2. Gehirn (L’homme au cerveau greffé)
- 1972: Ich – die Nummer 1 (Le silencieux)
- 1973: L’histoire très bonne et très joyeuse de Colinot Trousse-Chémise
- 1974: Un divorce heureux / En lykkelig skilsmisse
- 1975: Les onze mille vierges
- 1978: C’est encore loin loin l’Amérique
- 1980: Pourquois pas nous ?
- 1983: Das anonyme Bekenntnis (Benvenuta)
- 1987: L’œuvre au noir